# Хармс, Ребекка
Ребекка Хармс (нем. Rebecca Harms; род. 7 декабря 1956, Ильцен, Нижняя Саксония) — немецкий политик (Альянс 90/Партия Зеленых) и режиссёр-документалист.

## Биография
Изучала лесовосстановление и лесоразведение. В 1997 г. была соучредителем гражданского движения против захоронения в Горлебене атомных отходов. В 1984 г. стала ассистентом Ундины фон Блоттниц в Европейском парламенте. С 1988 по 1994 г. в сотрудничестве с Вендлендским Кинокооперативом участвовала в продукции целой серии документальных фильмов. В 1994 г. была избрана депутатом в ландтаг федеральной земли Нижняя Саксония, в 1998 г. возглавила там фракцию.
Важнейшей для неё всегда была тема энергетической политики. Свою линию за использование возобновляемых источников энергии, за эффективное использование энергии и против возврата к атомной энергии, Ребекка Хармс с 2004 г. продолжает проводить в Европарламенте, в Комиссии по вопросам промышленности, исследований и энергии. Она — член Комитета по вопросам парламентского сотрудничества между Украиной и ЕС и заместитель Комитета по охраны окружающей среды. Ребекка Хармс — член политсовета Союза 90/Партия Зеленых, вместе с Даниэлем Кон-Бендитом — сопредседатель фракции Зеленых — Европейский свободный альянс в Европейском парламенте.
15 декабря 2013 года посетила Киев и поддержала Евромайдан.

## Награды
- Кавалер ордена «За заслуги перед Федеративной Республикой Германия» (2021).
- Офицер ордена «За заслуги перед Литвой» (Литва, 14 февраля 2019 года)[3].
- Орден княгини Ольги III степени (Украина, 19 ноября 2008 года) — за весомый личный вклад в донесение до мирового сообщества правды о геноциде украинского народа во время Голодомора 1932-1933 годов, активное участие в проведении международной акции чествования памяти жертв Голодомора 1932-1933 годов «Неугасимая свеча»[4].
- Юбилейная медаль «25 лет независимости Украины» (Украина, 22 августа 2016 года) — за весомый личный вклад в укрепление международного авторитета Украинского государства, популяризацию её исторического наследия и современных достижений и по случаю 25-й годовщины независимости Украины[5].